# Rayo de Jalisco Jr.
Luis Antonio Rosas Linares, Mejor conocido como Rayo de Jalisco Junior(nacido el 1 de enero de 1960) es un luchador profesional mexicano enmascarado, quien ha competido en empresas como el Consejo Mundial de Lucha Libre y en el circuito independiente. El verdadero nombre del Rayo de Jalisco Jr. no es una cuestión de registro público, como suele ser el caso de los luchadores enmascarados en México, donde sus vidas privadas se mantienen en secreto de los fanáticos de la lucha libre.
Jalisco Jr. ha sido dos veces campeón mundial tras ser Campeón Mundial de Peso Completo del CMLL. También fue Campeón Mundial en Parejas del CMLL y una vez Campeón Mundial de Tríos del CMLL. También ha sido ganador del Gran Prix Internacional del CMLL (1994 y 1998)

## Primeros años
Rayo de Jalisco Jr. nació el 1 de enero de 1960 en Guadalajara, Jalisco, hijo del legendario luchador Rayo de Jalisco Sr. y sobrino de los luchadores Tony Sugar y Black Sugar. Inicialmente no fue entrenado por su padre, ya que su padre no quería que su hijo siguiera su profesión; en cambio, se entrenó con Diablo Velazco.

## Carrera
El futuro de Rayo de Jalisco Jr. se convirtió en luchador profesional a la edad de 15 años e inicialmente luchó bajo el nombre de "Rayman" para evitar que su padre descubriera que estaba luchando. Después de trabajar como luchador durante un año, finalmente le reveló a su padre que estaba luchando y que hablaba en serio. Después de ver a su hijo luchar, Rayo de Jalisco Sr. decidió permitir que su hijo trabajara como "Rayo de Jalisco Jr." y use la máscara del rayo de luz que fue sinónimo del personaje del Rayo de Jalisco. Rayo de Jalisco Jr. trabajó la mayor parte de la década de 1970 junto a su padre, recibiendo más capacitación en el camino. A principios de la década de 1980, estaba trabajando para la Empresa Mexicana de Lucha Libre (EMLL), la empresa de lucha libre profesional más grande de México. En 1982, Rayo de Jalisco Jr. comenzó una rivalidad con MS-1 que terminó cuando Rayo de Jalisco Jr. derrotó a MS-1 en una lucha de máscara contra máscara para desenmascarar el rudo.
A principios de la década de 1980, el Rayo de Jalisco Jr. se asoció con el igualmente popular Cien Caras para formar un equipo muy exitoso, trabajando en eventos principales en todo México. El 8 de enero de 1984, Rayo de Jalisco Jr. capturó su primer campeonato de individuales al derrotar a Pirata Morgan para ganar el Campeonato Nacional de Peso Completo. Su primer éxito en el campeonato también lo llevó a su mayor rivalidad cuando Cien Caras se enfrentó al Rayo de Jalisco Jr. en su búsqueda por ganar el Campeonato Nacional de Peso Completo. Cien Caras derrotó a su excompañero por el título el 30 de marzo de 1984.
Durante los siguientes años, Rayo de Jalisco Jr. ganó el título nacional de peso pesado mexicano en otras dos ocasiones, derrotando a Gran Markus Jr. y El Egipico para ganar el título. Su tercer y último reinado terminó el 21 de febrero de 1994, cuando perdió ante Pierroth Jr. El 3 de noviembre de 1995, Rayo de Jalisco Jr. y Atlantis se unieron para ganar el Campeonato Mundial en Parejas del CMLL de The Headhunters. El dúo lo defendió con éxito contra Máscara Año 2000 y Universo 2000, y contra Apolo Dantés y Canek. El 6 de agosto de 1996, Gran Markus Jr. y El Hijo del Gladiador ganaron el título de Rayo de Jalisco Jr. y Atlantis. El 14 de abril de 1996, Rayo de Jalisco Jr. ganó el Campeonato Mundial de Peso Completo del CMLL de Apolo Dantés, el campeonato individual más alto de la empresa. Hizo tres defensas exitosas contra el ex campeón Apolo Dantés, además de frustrar los desafíos de Gran Markus Jr. y Máscara Año 2000. El 18 de abril de 1997, Rayo de Jalisco Jr. perdió el título ante Steel luego de una lenta historia de construcción entre los dos. En 1997 Steel dejó CMLL para trabajar para la World Wrestling Federation (WWF) como "Val Venis", terminando la rivalida con el Rayo de Jalisco Jr. sin una conclusión satisfactoria. CMLL convenció a la WWF para que dejara que Steel regresara a CMLL para una breve visita, lo suficiente para perder una luchas de apuestas ante el Rayo de Jalisco Jr., dándole al Rayo otra victoria de máscara. Unos meses después de desenmascarar a Steel, Rayo de Jalisco Jr. se convirtió en dos veces Campeonato Mundial de Peso Completo del CMLL cuando derrotó a Universo 2000 por el cinturón. Defendió con éxito el campeonato contra Cien Caras y Máscara Año 2000, antes de volver a perderlo ante Universo 2000.
En 2001, Rayo de Jalisco Jr. eliminó la parte "Junior" de su nombre ya que su hijo, que había luchado durante dos años, tomó el nombre de "Rayo de Jalisco", a veces anunciado como el Hijo de Rayo de Jalisco Jr. (el hijo del Rayo de Jalisco Jr.) y otras veces simplemente Rayo de Jalisco Jr. Los confusos cambios de nombre solo duraron un par de meses antes de que el hijo de Rayo Jr cambiara su nombre a Hombre sin Nombre como parte de una historia en la que el hijo estaba tratando de sal de la sombra del Rayo de Jalisco Jr. Su hijo luego comenzaría a trabajar como "Rayman", el mismo nombre que usó originalmente Rayo de Jalisco Jr. Desde 2003 Rayo de Jalisco Jr. no ha trabajado para CMLL de forma regular, sino que trabaja para una serie de promociones mexicanas del circuito independiente. 
El 21 de marzo de 2003, Rayo de Jalisco Jr. ganó el Campeonato Mundial Peso Pesado de la WWA, derrotando a Rey Misterio Sr. en la final de un torneo para coronar a un nuevo campeón. El Rayo de Jalisco Jr. aún ostenta ese título hasta el día de hoy, 18 años, 253 días después. En 2004, Rayo de Jalisco Jr. hizo un breve regreso a CMLL formando equipo con Black Warrior y Canek para ganar el Campeonato Mundial de Tríos del CMLL de manos de Dr. Wagner Jr., Universo 2000 y Black Tiger (III). El equipo perdió rápidamente el título ante Héctor Garza, Tarzán Boy y El Terrible. En 2005 el Rayo de Jalisco Jr. sufrió otra grave lesión al lesionarse ambas rodillas en un combate contra Máscara Año 2000; sus piernas quedaron atrapadas en las cuerdas cuando saltó fuera del ring y se rompió los ligamentos de ambas rodillas. La lesión lo mantuvo fuera del ring durante casi medio año, pero se recuperó por completo y regresó al ring. Rayo de Jalisco Jr. hizo su regreso a CMLL en mayo de 2010, poniéndose del lado de los leales a CMLL en su enemistad con Los Invasores, especialmente con los miembros de Invasores Universo 2000 y Máscara Año 2000, reavivando la larga historia entre ellos. Rayo de Jalisco Jr. sólo trabajó unos pocos combates para CMLL a mediados de 2010, pero regresó a la empresa a principios de 2013.

## Campeonatos y logros
- Consejo Mundial de Lucha Libre
  - Campeonato Mundial de Peso Completo del CMLL (2 veces)
  - Campeonato Mundial en Parejas del CMLL (1 vez) – con Atlantis
  - Campeonato Mundial de Tríos del CMLL (1 vez) – con Black Warrior & Canek
  - Campeonato Nacional de Peso Completo (3 veces)
  - Campeonato Nacional en Parejas (1 vez) – con Tony Benetto
  - Gran Prix Internacional del CMLL (1994 y 1998)

- Federación Internacional de Lucha Libre
  - Campeonato Mundial Peso Pesado de FILL (1 vez)